# 박승현 (바둑 기사)
박승현(朴昇賢, 1984년 5월 28일 ~ )은 대한민국의 바둑 기사이다. 그의 친형 박승철 八단이다.

## 약력
권갑용 바둑도장 문하생으로 고양시 덕양구 지축동에 거주하고 있었다. 충암중학교 3학년 재학시절인 1999년 iTV에서 주최하는 파로마가구배 전국중고등학생 바둑최강전 최강부에서 우승(상대기사 최민식)하며, 2000년 선린정보산업고등학교에 진학하며, 같은 해 5월 22-28일 제86회 일반인 입단대회에서 입단(박정상, 허영호, 김환수와 4자 동률 재대국에서 2승 1패)하였으며, 2009년 6단을 거쳐 2011년 4월에 7단으로 승단하였다. 2001년 제6회 삼성화재배 본선과 제1회 바둑TV배 신예연승최강전 결선에 올랐으며, 2004년 제8회 SK가스배 신예프로10걸전 6위. 제1기 전자랜드배 왕중왕전 청룡부 8강. 제9회 LG배 세계기왕전 16강에 진출했다. 2017년 8단으로 승단했다.